# Kortenaerplein
Het Kortenaerplein is een plein in Amsterdam-West.

## Geschiedenis en ligging
Eeuwenlang lagen hier landbouw- en veeteeltgebieden binnen de gemeente Sloten met hier en daar een plukje woningen. Een van de kernen was buurtschap De Baarsjes met het Slatuinenpad aan de Kostverlorenvaart met op de oever de latere Baarsjesweg. De bebouwing dateert daar deels uit het eind van de 19e eeuw en werd neergezet op wat later polderniveau werd genoemd. Dit als onderscheid van grote delen van de bebouwing van Amsterdam aan de andere kant van de vaart, dat de naam stadspeil kreeg. Amsterdam bereikte eind 19e eeuw die natuurlijke stadsgrens. In 1912 benoemde de gemeente Sloten echter nog een Kortenaerstraat naar de admiraal Egbert Bartolomeusz Kortenaer. De bebouwing bleef echter uit. Die kwam er pas nadat gemeente Amsterdam de gemeente Sloten in 1921 annexeerde. Amsterdam bouwde vanaf 1921 op stadspeil de straat deels vol; een goede aansluiting met de Baarsjesweg kwam er jarenlang niet. De overgang liep in een terrassenstelsel van hoog naar laag. De bebouwing van de straat begon eigenlijk pas bij huisnummer 19. Daarvoor stonden allerlei loodsen en gebouwtjes stammende uit de periode van prestedelijke bebouwing van Amsterdam. Een deel van die gebouwtjes en terreinen was in gebruik bij bouwhandel Jan Vet. Deze vertrok in 1994 en Amsterdam gebruikte dat voor een grote herindeling van de kruising Kortenaerstraat en Baarsjesweg.
Die herindeling leidde tot de aanleg en naamgeving van het Kortenaerplein. In de bebouwing, gerealiseerd met gebouwen ontworpen door Marlies Rohmer is de tweedeling polder- en stadspeil nog terug te vinden. De zuidelijke en westelijke gevelwanden bestaan uit hoogbouw gebouwd op stadspeil en aansluitend op de originele bebouwing. De noordelijke gevelwand laat laagbouw eveneens van Rohmer zien, die aansluit op de laagbouw van de Slatuinenweg uit eind 19e eeuw, dus polderpeil.Het plein kreeg de vorm van een halve cirkel met daarin een speelplaats (van oudsher hier aanwezig en waar nog een tunnel van Aldo van Eyck) stond en een groenstrook.  
Ook Vroomshoop en Groenlo hebben een Kortenaerplein.
Vanwege genoemd hoogteverschil was/is openbaar vervoer hier niet mogelijk, de straat loopt in wezen dood op dit punt voor auto's en fietsers, maar voetgangers kunnen middels enkele traptreden omlaag naar het plein en weer doorlopend naar de Baarsjesweg via enkele treden weer omhoog. Voor rolstoelers ligt langs de zuidzijde een breed voetpad en zijn er twee rolstoelvriendelijke toegangen tot het lage deel van het plein.

## Pleinontwerp
Kenmerkend voor het plein is de ligging op het oorspronkelijke polderniveau. De zuidwestelijke schuine granieten wand verwijst naar een kade waar water tegenaan zou kunnen staan. Met deze wand wordt een letterlijk speelse overgang gevormd. In de golvende wand zijn drie speelaanleidingen opgenomen. Langs de onderzijde van de wand loopt een lange zitbank door. Het laagliggende deel is verdeeld in een informeel deel met gras en bomen en een formeel deel dat in het verlengde ligt van de Kortenarstraat en naar de Baarsjesweg doorloopt. In het plein zijn met blauwe stenen de oorspronkelijke slootrichtingen opgenomen. Op de overgang van informeel naar formeel zit een watersproeier voor zomerse dagen in de granieten wand, ligt een zandbak en staat een pergola met bankjes. Het plein werd in 1999 opgeleverd met ook nog een 'zitplek' aan de Kostverlorenvaart als onderdeel van de formele strook waar ook eventueel gevist kon worden, maar deze zitplek heeft helaas moeten wijken voor wat extra parkeerplaatsen. Langs de kade zijn nog de brede dekzerken te zien waarop een kenmerkend Amsterdams balusterhek stond. Het ontwerp voor dit plein werd gemaakt door Ir. Wient Mulder (stedenbouwkundige) in dienst van stadsdeel De Baarsjes. Het Koningspalmplein in stadsdeel Zuidoost is ook een ontwerp van Wient Mulder.

## Gebouwen
Alle gebouwen stammen uit de periode van herinrichting, dus van na 1994. Huisnummers lopen ononderbroken op van 1 tot en met 34. Een eigenaardigheidje is dat de huisnummers 1 tot en met 17 aansluiten op huisnummer 19 van de Kortenaerstraat, terwijl Kortenaerplein 18 (en verder) aan de overzijde daarvan staat. De zuidelijke en westelijke gevel wand zijn daarbij opgetrokken uit een stijl die doet denken aan de Amsterdamse School met een combinatie van bak- en natuursteen; de noordelijke gevelwand bestaat uit houtskeletbouw deels uitgevoerd in vakwerk.

## Kunst
De nieuwbouw werd voorzien van het kunstwerk Het verleden zichtbaar maken (of wel De drie baarsjes) van Melanie de Vroom. Het bestaat uit drie panelen, waarin een 19e-eeuwse plattegrond van dit gebied van gravure is omgezet naar beton. Het laat het gebied met weilanden en polderslootjes zien, alsmede de Kostverlorenvaart. Zij zette dat om in drie reliëfs waarbij de titel in een lopende tekst over de drie panelen is verdeeld. Een van de drie is gesigneerd en gedateerd (1998).

## Afbeeldingen

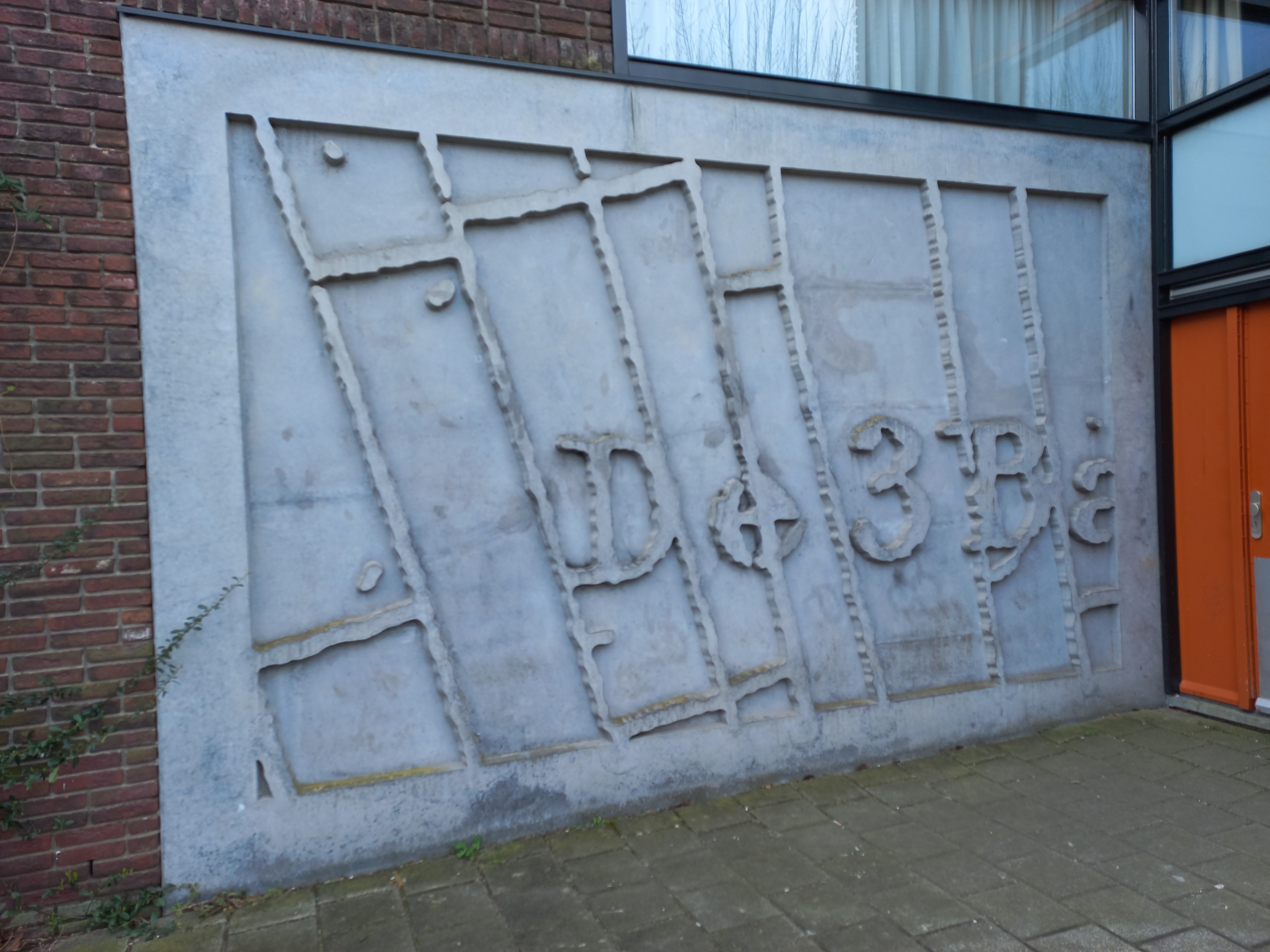
De drie baarsjes – Het verleden zichtbaar maken (maart 2022)
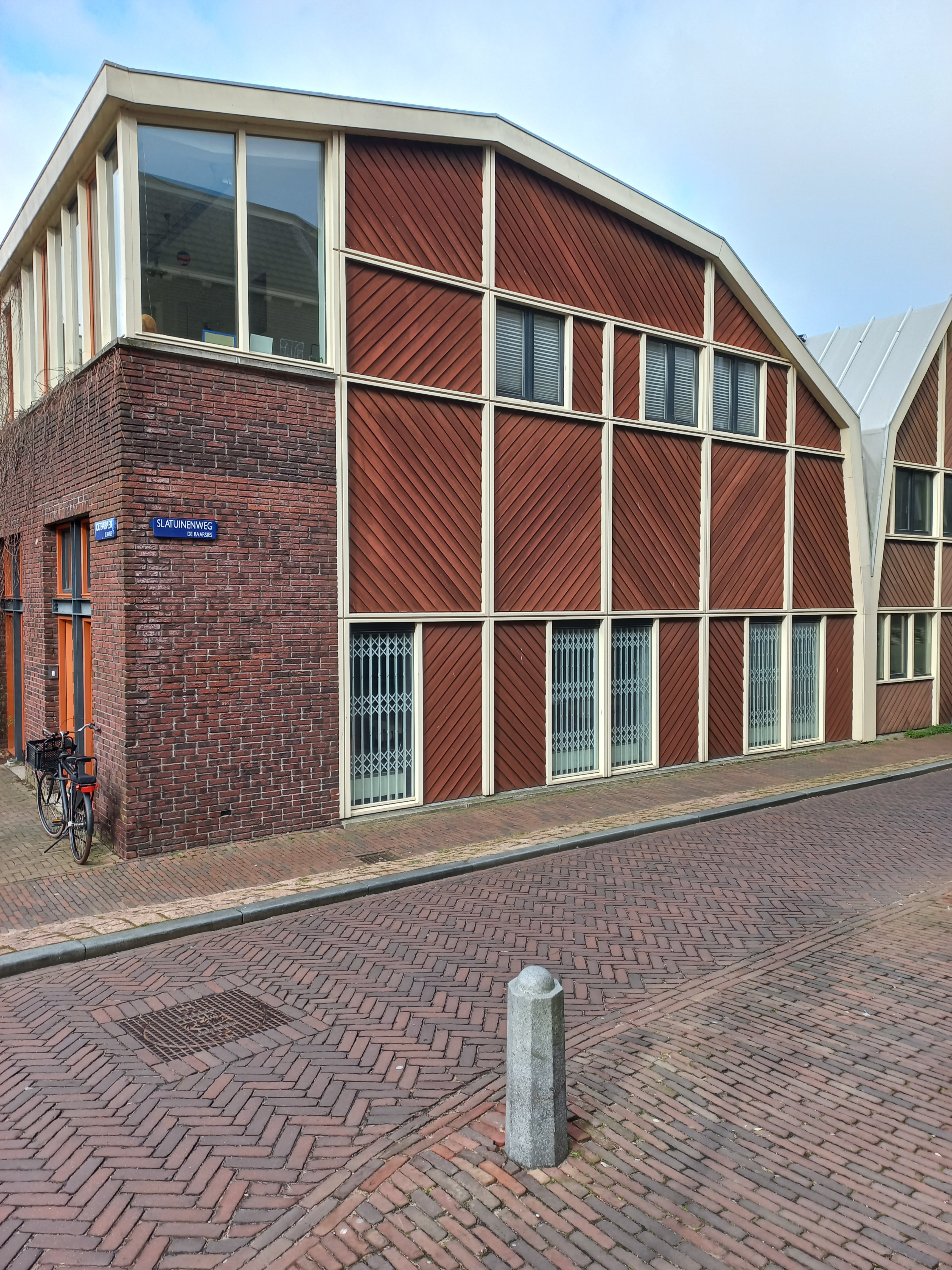
Kortenaeerplein 34 op hoek met Slatuinenweg (maart 2022)
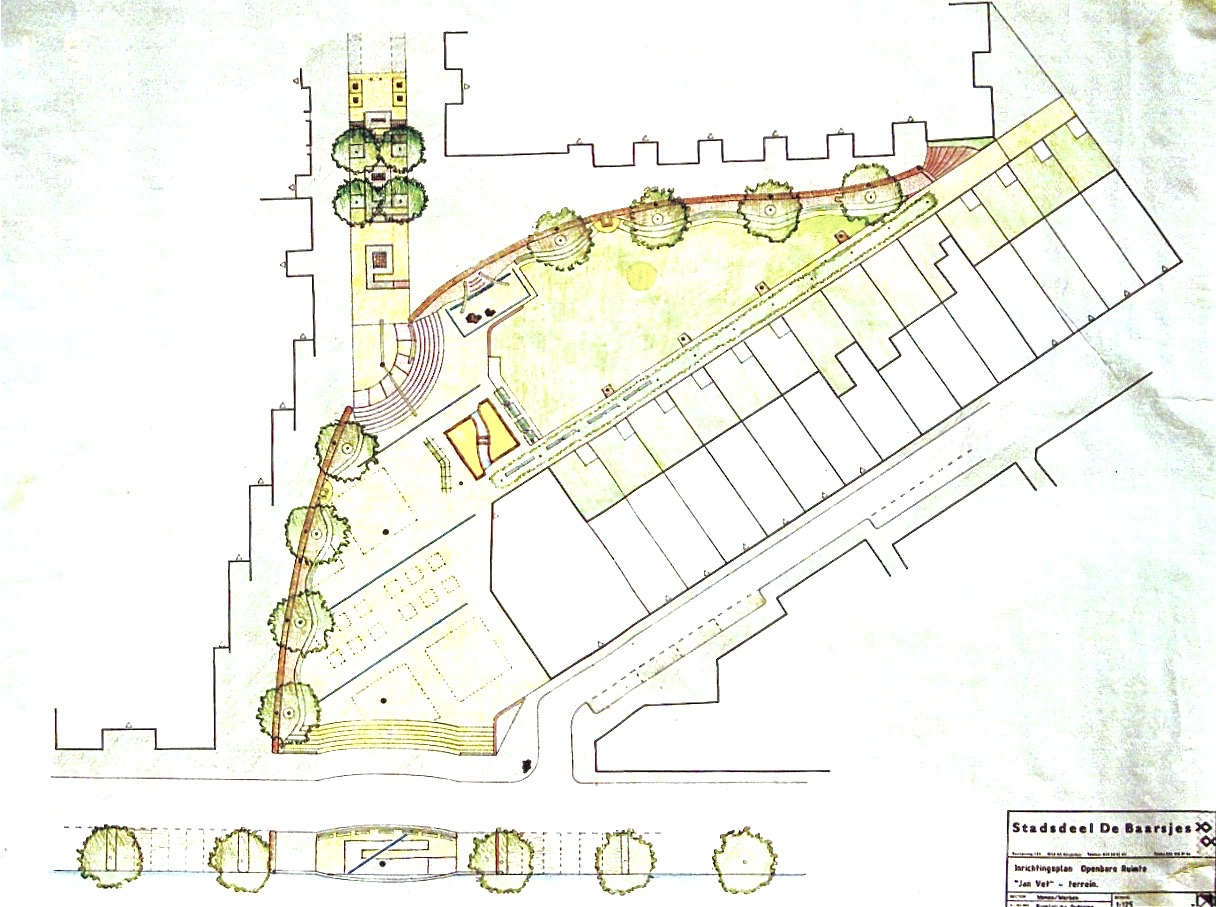
Het oorspronkelijke ontwerp voor het Kortenaerplein in stadsdeel De Baarsjes (1998, Amsterdam) van Ir. Wient Mulder